# Pyradena mirifica
Pyradena mirifica is een vlinder uit de familie van de grasmotten (Crambidae). De wetenschappelijke naam van deze soort is voor het eerst voorgesteld als Adena mirifica door Aristide Caradja in een publicatie uit 1931.
De soort komt voor in China (Shandong).